# Свято-Николаевский храм (Днепр)
Свято-Николаевский храм — православный храм в Днепре, Украина. Один из старейших храмов города. Храм имеет значение памятника архитектуры (охранный номер № 1078).

## История
25 августа 1804 года выдана благословительная храмозданная грамота на закладку каменной церкви.
23 июня 1807 года благочинный Екатеринославского уезда протоиерей Иоанн Станиславский освятил место под церковь в Новом Кодаке и на месте работ был водружен крест.
Строительство церкви окончено в 1810 году.
В 1933 году храм был закрыт и в его помещении размещен склад боеприпасов.
Во время немецко-фашистской оккупации в 1943 году храм был открыт. Предположительно в послевоенное время был освящен придел в честь преподобного Серафима Саровского. Статус храма восстановлен в 60-х годах.

## Современное состояние

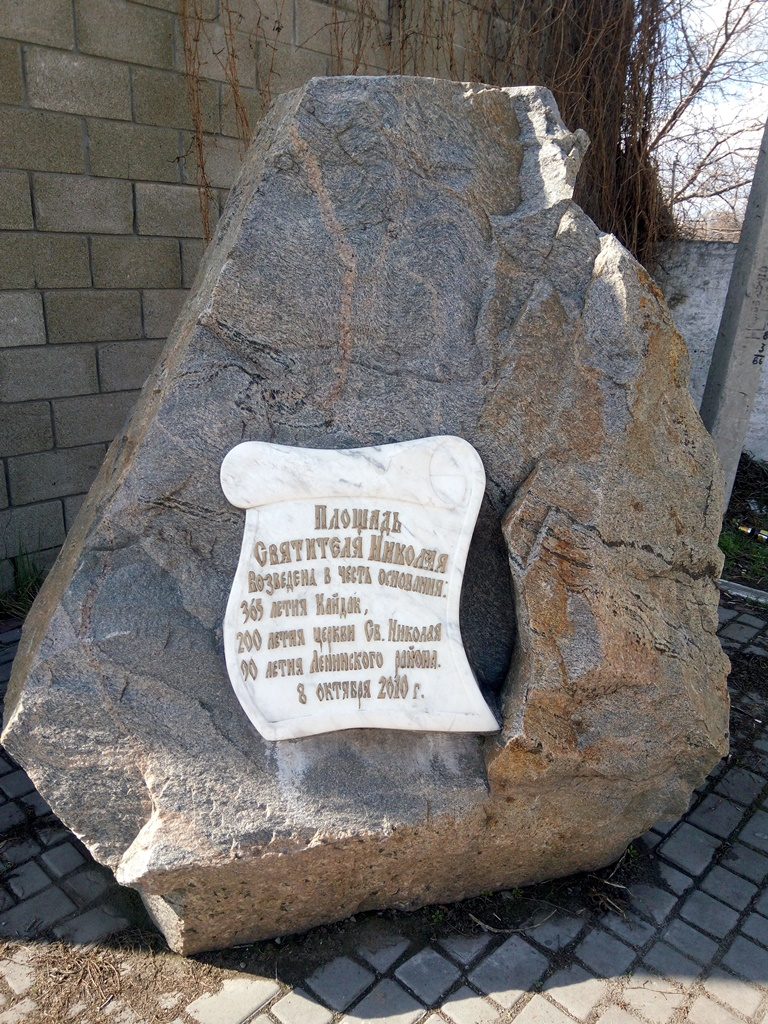
Памятный знак в честь 200-летия основания храма на площади Святителя Николая

В январе 2004 года при храме организована воскресно-приходская школа во имя преподобного Серафима Саровского.